# Jerzy Gablenz
Jerzy Gablenz   (Cracòvia, 23 de gener de 1888 - Varsòvia, 11 de novembre de 1937) fou un compositor polonès.

## Biografia
Gablenz provenia d'una família musical: un avi va ensenyar al Conservatori de Cracòvia, el seu oncle era violinista i el seu pare un talentós pianista aficionat. Així que va rebre lliçons de piano i flauta i va aprendre a tocar l'orgue i el violoncel. Després va estudiar dret a la Universitat Jagellònica de Cracòvia.
Al voltant de 1907 va conèixer la seva futura esposa Małgorzata Schoenówna, que treballava com a professora de piano. En aquest moment va compondre nombroses cançons i peces per a piano. Jerzy mai no va fer una llista d'aquestes primeres obres, probablement no prou madures. Només després de la fi de la Primera Guerra Mundial va començar a aparèixer una llista de les seves composicions.
El 1914, el pare de Jerzy va comprar a un amic, Bogumił Pochwalski, una fàbrica de vinagre i mostassa, heretada per la seva dona Maria Lebenstein. Després de la mort del seu pare, Jerzy Gablenz va desenvolupar l'empresa el 1930, i va introduir-hi la producció de cogombrets en conserva.
La Primera Guerra Mundial havia acabat i, en el camp de la música, el públic exigia representacions de les obres d'òpera tradicional de Moniuszko, en particular Straszny dwór ("La casa embruixada"). Com que la partitura d'aquesta obra no es trobava enlloc, es va demanar a Jerzy Gablenz que la reproduís, cosa que va fer. L'obra es va representar el mateix any amb un gran èxit entre públic i crítica. En els anys següents, va crear la seva pròpia òpera de quatre actes basada en un drama de Lucjan Rydel, i titulada Zaczarowane koło ("El cercle embruixat"). A continuació va arribar una suite orquestral inacabada, Słoneczne Pola ("Camps assollelats") i el poema simfònic Pielgrzym ("El pelegrí") per a orquestra simfònica, que mai no es va interpretar.
La següent obra orquestral, que queda només esbossada a llapis, és el Walc Koncertowy ("Concert Vals") opus 14, del desembre de 1923. Tres mesos després (març de 1924) Jerzy Gablenz ja tenia un poema simfònic, W Górach ("A les muntanyes"), opus 17, compost per a orquestra i cor masculí. Després de molts esforços infructuosos per interpretar-la a Polònia, aquesta obra s'ha representat només un cop fins nostres dies, en concret en un concert a Santo Domingo l'11 de novembre de 1977, exactament en el quarantè aniversari de la mort del compositor. La casset es va utilitzar més tard durant diverses conferències i programes de ràdio a Polònia, els Estats Units i la República Dominicana.
El 31 de gener de 1925, el següent manuscrit a llapis estava a punt per ser instrumentat: el poema simfònic W Pustkowiu ("A Pustków"), opus 20. L'esbós a llapis va deixar 250 mesures per a instrument, que el compositor no va fer per motius desconeguts. La següent obra simfònica fou el poema Legenda o Turbaczu ("La llegenda de Turbacz"), opus 22, marcat amb la data de l'1 de novembre de 1925. Aquesta composició, creada sota la influència de les excursions del compositor a les Beskides, es va representar només una vegada el 1936, a Cracòvia, durant la vida de l'artista. Molts anys després, el 1990, es va fer un enregistrament arxivístic d'aquesta obra per a la Polskie Radio de Varsòvia.
Exactament vint-i-un dies després de la creació de Legenda o Turbaczu, Jerzy Gablenz tenia a punt la següent composició orquestral. Aquesta vegada era una suite, titulada Moim Dzieciom - Miniaturek Pięć ("Els meus fills - Cinc miniatures"), opus 23, que consta de cinc parts separades, que presenta musicalment el dia en la vida dels nens petits. Aquesta suite es va estrenar de manera pública el febrer de 1926, a Cracòvia, sota la direcció del compositor.
L'11 de maig de 1926, el compositor va completar la Simfonia núm. 1, opus 24. Aquesta composició no té res a veure amb les seves simfonies anteriors. L'execució prevista d'aquesta obra, prevista per al 1928, es va cancel·lar a causa de les “dissonàncies i dificultats tècniques” (nota del llavors director d'orquestra), així com pel mal nivell de l'orquestra simfònica de Cracòvia. Simultàniament amb la creació d'obres orquestrals, el compositor va compondre moltes cançons, incloent una sèrie de cançons per a nens, titulada W Wojtusiowa Izba, amb textos de Janina Porazińska. També va crear la Sonata per a violoncel, opus 15, que es va representar per primera vegada a Cracòvia el gener de 1925.
El preludi simfònic Różaniec Św. Salomei ("El Rosari de Sant Salomé") (1927) fins a la data, no s'ha interpretat mai en públic. El 1991 Polskie Radio va fer una gravació d'arxiu. A més, Gablenz va compondre gairebé 100 cançons de piano, tres tercets per a veus femenines i piano i altres peces.
Després de 1928, la producció compositiva de Gablenz es va acabar. No va ser fins al 1936 que es van crear les Variacions simfòniques, la representació de les quals a Polònia va fallar per la seva dificultat tècnica. Parts del treball es va estrenar a la República Dominicana el 1977 i el 1987. La seva última composició completa va ser el preludi simfònic Zaczarowane Jezioro ("El llac encantat"), que també va ser gravat com a enregistrament d'arxiu per Polskie Radio el 1991. L'11 de novembre de 1937, Gablenz va morir en un accident aeri a prop de Varsòvia.
La col·lecció de manuscrits de Gablenz es troba a la Biblioteca Nacional de Varsòvia.